# Милан Прибићевић
Милан Прибићевић (Брод на Сави, 1877 — Монтре, 8. март 1937) био је пуковник Српске војске, учесник у Балканским ратовима и Првом светском рату. Борио се на Кајмакчалану,  Церу, Јадру, Гучеву и у биткама за ослобођеље Косова и Јужне Србије. Два пута је био рањен. Први пут у Церској битци, а други пут на Кајмакчалану 1916. године.
Био је носилац Карађорђеве звезде са мачевима првог реда и Медаље за храброст.
Због велике физичке исцрпљености након рањавања био је повучен са фронта и одлучено је да борбу  настави у Америци, на окупљању добровољаца за Солунски фронт. Као високи интелектуалац који је одлично говорио енглески и француски језик, био је права особа која је требало да представља Србију и да шири истину о положају и стању Српске војске. Такође, радио је на добијању материјалне помоћи од америчке државе и српске дијаспоре. У тим одговорним и опсежним пословима, сарађивао је са великим српским научником и патриотом Михајлом Пупином.
Истакао се у политичком раду на уједињењу Јужних Словена и на рушењу Аустроугарске. Био је и публициста, песник, приповедач.
Милан Прибићевић је основао и  предводио земљорадничку странку у Краљевини Југославији.

## Биографија
Милан Прибићевић је рођен у Броду на Сави, данас Славонском Броду. Потиче из српске банијске породице од оца Васа, грађанског учитеља и мајке Христине, домаћице. У младости је био аустријски официр. Доласком у Краљевину Србију 1904. год. постао је чувени национални борац и трибун, за уједињење Јужних Словена. Био је истакнути ратник и један од виђенијих међуратних политичара. Био је и публициста, песник, приповедач, романсијер.
Последње деценије живота провео је на Косову, у селу Велика Река код Вучитрна, доносећи тековине савремене цивилизације.
Имао је старију браћу Валеријана и Светозара и млађег брата Адама.
Сахрањен је на Новом гробљу у Београду, у Алеји великана, са својом мајком Христином и супругом Ружом Бошковић Прибићевић.
На његовом споменику пише: Пуковник Српске војке, носилац Карађорђеве зведе са мачевима, земљорадник са Косова из села Велика река.

## Приповетке
- Из Адамових прича
- Земља од државе (1927)
- Бадње вече Остоје Бјелице